# 비디오드롬
《비디오드롬》(Videodrome)은 미국에서 제작된 데이비드 크로넨버그 감독의 1983년 판타지, SF, 공포, 스릴러 영화이다. 제임스 우즈 등이 주연으로 출연하였고 클로드 헤루 등이 제작에 참여하였다.

## 출연

### 주연
- 제임스 우즈
- 손자 스미츠
- 데보라 해리

### 조연
- 피터 드보르스키
- 레슬리 카슨
- 잭 크렐리

## 기타
- 협력프로듀서: 로렌스 네시스
- 미술: 캐럴 스피어
- 특수효과: 릭 베이커
- 의상: 델핀 화이트

## 같이 보기
- 스너프 필름